# هانا غرين (كاتبة)
هانا غرين (بالإنجليزية: Hannah Green)‏ (1927 - 1996)؛ روائية أمريكية.